# Bjarne Kim Pedersen
Bjarne Kim Pedersen, (født 1955) i Otterup er en dansk digter. I digtsamlingen 'Køreplan' har han eksperimenterer med kortform (haiku) på SMS og Twitter foruden med digtvideoer. Nogle af twitdigtene bliver re-twittet blandt den grønne opposition i Iran.
Pedersen er uddannet socialpædagog. Bjarne Kim Pedersen er kontaktperson for det andelsejede, selvbetalingsforlag Ravnerock, der har som formål at fremme nyere litteratur og kunst. Han har rejst meget i Østeuropa, Balkan og Tyrkiet. Er oversat til ukrainsk, russisk, bosnisk (serbo-kroatisk), kinesisk, farsi, tysk og engelsk. Han modtog i april 2010 Vagn Predbjørns Fødselsdagslegat.
Han er fortæller på naturture Enebærodde og Inddæmningerne ved Odense Fjord.